# TT (типоразмер)

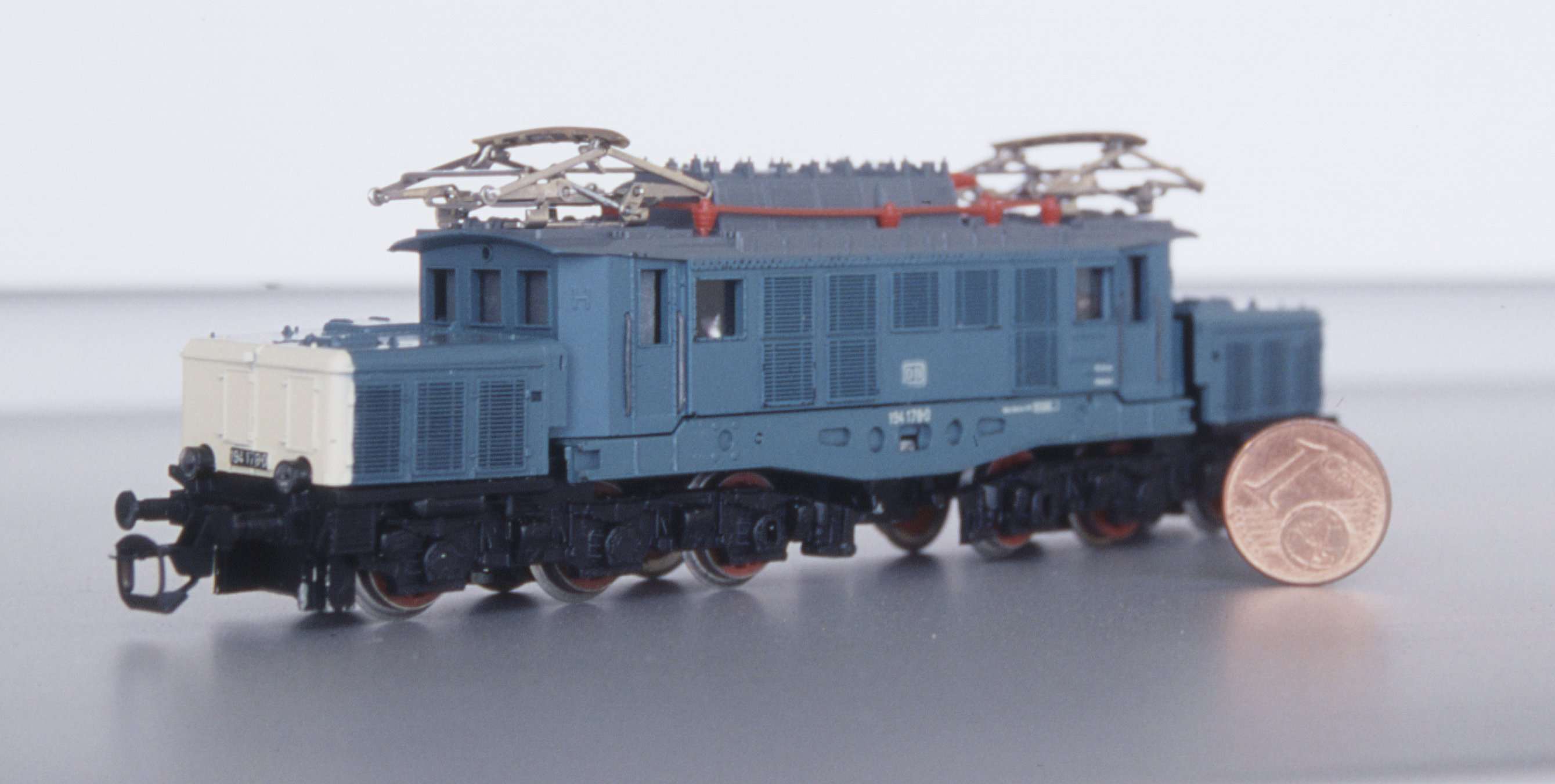
Модель электровоза E 94 в типоразмере TT

TT (от англ. Table top Trains - рус. Настольные Поезда) — типоразмер железнодорожных моделей в масштабе 1:120. Ширина нормальной колеи 12 мм, что соответствует ширине «стандартной» («стефенсоновской») колеи 1435 мм.

## Стандарты
Для типоразмера TT принята ширина колеи 12 мм. Поэтому модели в масштабе TT часто называют двенадцатимиллиметровой железной дорогой.
Электроприводы моделей питаются по рельсам или через контактную сеть (для моделей электровозов).

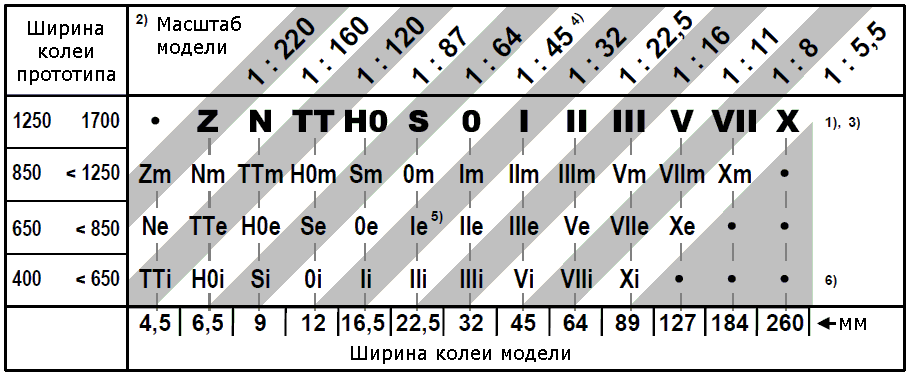
Таблица соответствия масштабов, значений ширины колеи и типоразмеров по стандарту NEM 010

Стандартное питание приводов — DC 12 В. Некоторые модели (в основном, современные) могут быть переведены на AC 16 В, и при таком режиме питания получить раздельное электронное управление.

## История развития

### Рождение
Первые TT-модели железных дорог появились в США. В 1941 году инженер Гарольд Джойс (англ. Harald Joyce) начал конструировать модели железных дорог в масштабе 1:120, а к промышленному производству приступил после окончания Второй мировой войны, основав фирму H.P.PRODUCTS. Именно этот человек ввел буквенное обозначение железнодорожного масштаба 1:120 — TT (англ. TABLE-top-TRAINS, рус. Настольные поезда).

### Распространение в Восточной Европе
Этот стандарт стал особенно популярен среди моделистов бывшего соцлагеря. Стимулом для развития культуры железнодорожного моделирования именно в этом масштабе послужило производство в ГДР широкого спектра моделей и аксессуаров к ним компанией Berliner TT Bahnen (ранее — Zeuke).

## Производители

### Евросоюз
На данный момент самой широкой линейкой в масштабе TT обладает немецкий Tillig, производящий более 100 моделей локомотивов и 200 моделей вагонов. Несколько моделей локомотивов и вагонов производит компания Roco, а также компания Piko, в основном специализирующаяся на масштабе H0. Ряд моделей старинных локомотивов выпускает компания Jago. Остальные европейские производители имеют существенно меньшие линейки.

### Россия
Благодаря развивающемуся рынку моделей TT в России, здесь тоже появились свои производители — «TT-модель», «TTЗ» и «Пересвет», которые специализируются как на моделировании российских и советских железных дорог, так и на не производящихся другими компаниями моделями европейского подвижного состава.
Существуют и энтузиасты моделирования, делающие уникальные модели в масштабе TT.

### Северная Америка
В США типоразмер TT крайне мало распространен, однако существует несколько фирм, выпускающих модели в этом масштабе. Компания Gold Coast выпускает модели крытых вагонов, типичных для США и Канады.
Компания Possum Valley Models выпускает несколько моделей локомотивов и вагонов.